# Roptrocerus xylophagorum
Roptrocerus xylophagorum är en stekelart som först beskrevs av Julius Theodor Christian Ratzeburg 1844.  Roptrocerus xylophagorum ingår i släktet Roptrocerus och familjen puppglanssteklar. Arten är reproducerande i Sverige. Inga underarter finns listade i Catalogue of Life.